# فرنسا في الألعاب الأولمبية الصيفية 2016
فرنسا نافست في الألعاب الأولمبية الصيفية 2016 في ريو دي جانيرو، البرازيل من 5 إلى 21 أغسطس 2016.